# ラーワ
ラーワ (アラビア語: راوة)は、イラク西部のアンバール県の都市。2012年の人口は1万9629人。ユーフラテス川の北岸に位置する。

## 歴史
2014年時点では、ISILに占領されていた。
2017年11月11日、イラク軍が奪還作戦を開始した。
11月17日、イラク軍が奪還した。